# Emmy Belinfante

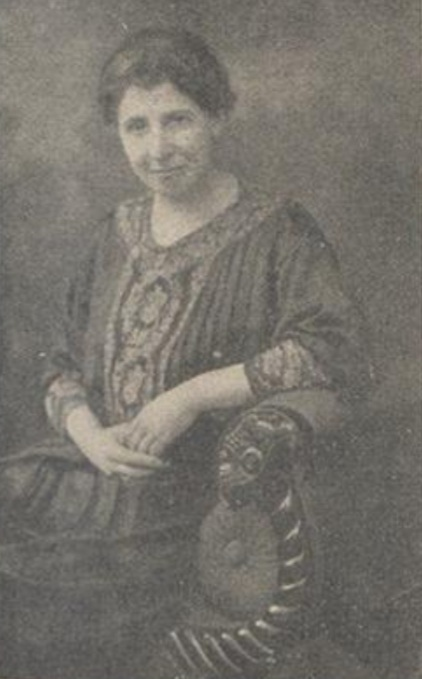
Emilie „Emmy“ Josefine Belinfante (um/vor 1927)

Emilie „Emmy“ Josefine Belinfante, auch bekannt als Emmy J. Belinfante, (geboren 11. Januar 1875 in Den Haag; gestorben 7. Juli 1944 in Auschwitz) war eine niederländische Journalistin und Frauenrechtlerin. Sie war eine der ersten Tageszeitungsjournalistinnen in den Niederlanden.

## Biographie
Emmy Belinfante entstammte einer portugiesisch-jüdischen Familie. Sie war eine Tochter von Emilie Belinfante, der Direktorin eines jüdischen Waisenhauses, sowie des Verlegers und Buchhändlers August Belinfante und das jüngste von sieben Kindern. Sie gehörte zu der ersten Generation von Mädchen, die eine Hogereburgerschool (HBS) besuchte, deren Gründung ihre Mutter mitinitiiert hatte. Nach ihrem Schulabschluss studierte Emmy Belinfante, um Lehrerin zu werden. Nachdem sie selbst Unterricht erteilt hatte, musste sie jedoch erkennen, dass sie nicht für diesen Beruf geeignet war, wie sie in der Kurzgeschichte De proefles (Die Schnupperstunde) beschrieb.
Emmy Belinfante entschied sich Journalistin zu werden, wie ihre Großväter, Onkeln und Brüder. 1901 wurde sie Redakteurin von Het Familieblad. 's-Gravenhaagsch Nieuws- en Advertentieblad, das von ihrem Onkel herausgegeben wurde. Sie erhielt eine eigene Kolumne, in der sie als May die „Frauenfrage“ diskutierte, wie etwa deren geringere Verdienstmöglichkeiten. Nach zwei Jahren verließ sie die Redaktion von Het Familieblad, um ein Jahr lang durch Europa zu reisen. Von unterwegs schickte sie Reiseberichte an die Zeitung. So hatte sie – ungewöhnlich für eine Jüdin – eine Audienz beim Papst, und sie traf sich mit niederländischen Künstlern in Rom und Nizza.
1905 bewarb sich Emmy Belinfante bei der Den Haager Zeitung Het Vaderland. Einer der Herausgeber, der ehemalige Minister Nicolaas Pierson, war gegen ihre Einstellung, da Zeitungsberichterstattung für eine Frau zu schwierig sei. Die Aussage dieses „Buhmanns“ gab ihr den Anstoß, Feministin zu werden, so Belinfante. Zu dieser Zeit gab es in den Niederlanden nicht mehr als fünf Zeitungsjournalistinnen. Emmy Belinfante ging zur Konkurrenz, der neugegründeten liberal-demokratischen Tageszeitung Land en Volk. Dort erhielt May die erste Rubrik für Frauen in einer niederländischen Tageszeitung: Voor de dames (Für die Damen). Darin beschrieb sie – neben Mode – die soziale, wirtschaftliche und politische Entwicklung der Frauen und der Frauenbewegung im In- und Ausland. Nach einer Umstrukturierung in der Redaktion verlor Belifante ihren Arbeitsplatz, weil sie der Chefredakteur „aus Höflichkeit“ nicht in die Nachredaktion versetzen wollte.
1908 begann Emmy Belinfante, als freie Mitarbeiterin für den liberalen Nieuwe Courant zu arbeiten. Nachdem sie über den Kongress der International Alliance of Women in Amsterdam berichtet hatte, erhielt sie eine Festanstellung im Nachtressort „Auswärtige Angelegenheiten“. Für diese Tätigkeit war Belinfante nun ständig „als Frau mitten in der Nacht allein unter den Männern“, erhielt aber weniger Gehalt als diese. Obwohl sie von kleiner Statur war, konnte sie sich durchsetzen und mit ihrer Belesenheit und ihrem Talent für Sprachen beeindrucken. Der Chefredakteur des Nieuwe Courant, Lambertus Joannes Plemp van Duiveland, gab Belinfante eigene Kolumnen wie die Vrouwenbeweging sowie die persönlich gehaltene Spiegel der ijdelheid (Spiegel der Eitelkeit). Als 1924 die Redaktionen von Nieuwe Courant und Vaderland zusammengelegt wurden, verlor Belinfante ihren Posten im Ressort „Auswärtige Angelegenheiten“. 1928 verließ sie die Zeitung und wurde freie Journalistin. Ihre Position als Chefredakteurin des Maandblad der Nederlandsche Vereeniging van Huisvrouwen verschaffte ihr ein Grundeinkommen.
Ab 1910 wies Belinfante bei nationalen und internationalen Frauenverbänden immer wieder auf die Rolle der Presse hin, um mit ihrer Unterstützung die Interessen der Frauen durchzusetzen, und sie plädierte für eine gute Zusammenarbeit zwischen Frauenrechtlerinnen und Journalisten. Von 1921 bis 1940 war sie Sekretärin der Haagsche Journalisten Vereeniging und kritisierte also solche Kollegen, die etwa aus Sensationsgier oder Nachlässigkeit gegen den Ehrenkodex des Berufsstandes verstießen. Der wachsende Einfluss der Wirtschaft auf die Presse, so ihre Ansicht, trage zu dieser Haltung bei. Aufgrund ihrer Kenntnisse der Frauenbewegung, der Friedensfragen und der Bildung konnte sie ab 1928 als Emmy J.B. für viele liberale Zeitungen und Zeitschriften arbeiten, war jedoch unzufrieden über die Beschränkung auf diese Themen. „Ich habe mich immer in erster Linie als Journalistin gefühlt“, sagte sie. Ebenfalls 1928 veröffentlichte sie die Broschüre De vrouw als journaliste, in der sie den Standpunkt vertrat, dass Frauen im Presseberuf das Niveau und die Qualität von Journalismus verbessern würden: Eine „gebildete Frau mit Führungstalent, vielseitiger Entwicklung, journalistischem Talent, allgemeinem Interesse, Taktgefühl und Verantwortungsbewusstsein“ (…) könne „in Zukunft genauso gut Chefredakteurin werden“ wie ein Mann. Sie setzte sich für eine Gleichstellung mit männlichen Arbeitnehmern ein, für Tarifverträge und eine Ausbildung.
1933 veröffentlichte Emmy Belinfante gemeinsam mit anderen prominenten Frauenrechtlerinnen das Buch  De triomf van het wanbegrip (Famke's beweringen), dass sich gegen die politische Strömung wandte, die Ehe als höchstes Ziel von Frauen zu sehen. Zu dieser Zeit wurden ihre Kolumnen zu Frauenthemen in den Zeitungen oftmals zugunsten von Rezepten und Schnittmustern gestrichen. 1939 versuchte sie – nicht zum ersten Mal–, eine Interessenvertretung für weibliche Journalisten zu gründen.
Wenige Wochen nach der deutschen Besetzung der Niederlande musste Emmy Belinfante im Juni 1940 wegen ihrer jüdischen Herkunft als Sekretärin der Haagsche Journalisten Vereeniging zurücktreten. Bis 1941 schrieb sie für die Monatszeitschrift De Vrouw en haar Huis, war weiterhin Mitglied des Pressekomitees des Internationalen Frauenrates und arbeitete für die Nederlandsche Vereeniging van Huisvrouwen. Unterstützung erhielt sie von Soroptimistinnen, deren Organisation allerdings von den Besatzern verboten war.
Emmy Belinfante war unverheiratet und lebte mit ihren Schwestern Anna und Mies zusammen. Am 1. Februar 1944 wurden die drei Frauen in das Durchgangslager Westerbork und von dort zunächst in das KZ Theresienstadt transportiert. Am 16. Mai 1944 wurde sie im Alter von 69 Jahren im Vernichtungslager Auschwitz-Birkenau ermordet.

## Familie Belinfante
Die Familie Belinfante hat – wie viele andere jüdische Familien in den Niederlanden – portugiesische Wurzeln und kam im 16. Jahrhundert in die Niederlande, um der Inquisition zu entkommen. Viele Belinfantes verdienten seither ihren Lebensunterhalt in verschiedenen Bereichen mit „dem Wort“: als Journalisten, Bibliothekare, Dichter, Übersetzer, Lehrer und als Rabbiner. Allein mehr als 20 Angehörige der Familie waren als Journalisten tätig.
Emilie Josefine Belinfante wird häufig mit der Kinder- und Jugendautorin Emilie Belinfante-Belinfante (1875–1944) verwechselt. Sie kam 1944 im KZ Theresienstadt ums Leben.

## Publikationen
- De vrouw als journaliste : wat beteekent de journalistiek voor de vrouw, wat kan de vrouw voor de journalistiek beteekenen. Morks, Dordrecht 1928 (niederländisch).